# Egmont von Hosstrup
Egmont von Hosstrup (Hamburgo, 1 de outubro de 1813 - 1876) foi um editor alemão, diretor de teatro e chefe do Hamburger Börsenhalle.
Era filho de Gerhard von Hosstrup (1771-1851) e Sophie Henriette Elisabeth (Betty) Seyler (1789-1837), neta de Abel Seyler, e estudou direito em Göttingen e Heidelberg, com diploma de doutor em Direito em Heidelberg, na Alemanha. 1836. Em 1845, casou-se com Luise Auguste Thesdorp, filha do advogado de Hamburgo no tribunal supremo (Obergerichtsadvokat) A. Stulmann. Após a morte de seu pai, ele se tornou diretor do Hamburger Börsenhalle. Foi o editor de Liste der Börsenhalle e Literarische und Kritische Blätter der Börsenhalle.
Era primo de Johann Ernst Pinckernelle, fundador da empresa de corretagem de navios G. & J. E. Pinckernelle, em Hamburgo.